# György Bessenyei

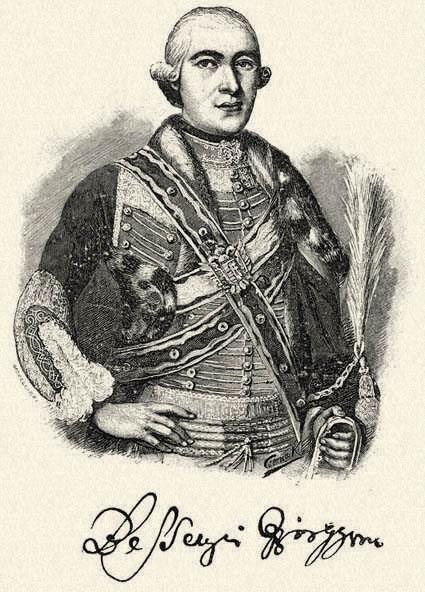
György Bessenyei.

György Bessenyei, även Georg Bessenyei, född 1747 och död 1811, var en ungersk diktare.
Bessenyei var livgardist vid Maria Theresias hov, och grundare av den ungerska litteraturens franska och nyklassiska riktning.
Han väckte genom sina dikter, dramer och prosakrifter ungrarnas nationalkänsla och gäller som nyskapare av deras litteratur.
Hans första drama var Agis tragediuju (1772).